# 小行星8065
小行星8065（英語：8065 Nakhodkin）是一颗围绕太阳公转的小行星。1979年3月31日，尼古拉·切爾尼赫在克里米亚发现了此天体。
这颗小行星的绝对星等为99.77753442826643等。